# Victor Hermans
Victor Hermans (Maastricht, 17 de Março de 1953) é um ex-futebolista de salão neerlandês.
Atualmente, ele é o treinador da seleção da Tailândia.

## Títulos e Honrarias
- 1989 - Vice-campeão Campeonato Mundial de Futsal[2]
- 1989 - Bola de Ouro (Melhor Jogador) Copa do Mundo de Futsal[3].